# ویلسدن
longitudeویلسدنlatitudeویلسدن
ویلسدن (به انگلیسی: Willesden) یک منطقهٔ مسکونی در انگلستان است که در لندن واقع شده‌است.